# Rotterdam Open 2024
Il Rotterdam Open 2024, conosciuto anche con il nome di ABN AMRO Open 2024 per ragioni di sponsorizzazione, è stato un torneo di tennis disputato su campi di cemento indoor. È stata la 51ª edizione del Rotterdam Open, facente parte dell'ATP Tour 500 nell'ambito dell'ATP Tour 2024. Si è giocato alla Rotterdam Ahoy di Rotterdam, nei Paesi Bassi, dal 12 al 18 febbraio 2024.

## Partecipanti al singolare

### Teste di serie
| Nazione    | Giocatore        | Ranking* | Testa di Serie |
| ---------- | ---------------- | -------- | -------------- |
| Italia     | Jannik Sinner    | 4        | 1              |
|            | Andrej Rublëv    | 5        | 2              |
| Danimarca  | Holger Rune      | 7        | 3              |
| Polonia    | Hubert Hurkacz   | 8        | 4              |
| Australia  | Alex de Minaur   | 11       | 5              |
| Bulgaria   | Grigor Dimitrov  | 13       | 6              |
| Francia    | Ugo Humbert      | 21       | 7              |
| Kazakistan | Aleksandr Bublik | 23       | 8              |

* Ranking al 5 febbraio 2024.

### Altri partecipanti
I seguenti giocatori hanno ricevuto una wild card per il tabellone principale:
- Jesper de Jong
- Gaël Monfils
- Dino Prižmić

Il seguente giocatore è entrato in tabellone con il ranking protetto:
- Milos Raonic

I seguenti giocatori sono passati dalle qualificazioni:

- David Goffin
- Maxime Cressy
- Denis Shapovalov
- Zizou Bergs

### Ritiri
Prima del torneo
- Daniil Medvedev → sostituito da  Botic van de Zandschulp

## Partecipanti al doppio

### Teste di serie
| Nazione     | Giocatore         | Nazione     | Giocatore              | Ranking* | Testa di serie |
| ----------- | ----------------- | ----------- | ---------------------- | -------- | -------------- |
| Croazia     | Ivan Dodig        | Stati Uniti | Austin Krajicek        | 7        | 1              |
| Germania    | Kevin Krawietz    | Germania    | Tim Pütz               | 31       | 2              |
| Stati Uniti | Nathaniel Lammons | Stati Uniti | Jackson Withrow        | 43       | 3              |
| Francia     | Nicolas Mahut     | Francia     | Édouard Roger-Vasselin | 45       | 4              |

* Ranking aggiornato al 5 febbraio 2024.

### Altri partecipanti
Le seguenti coppie di giocatori hanno ricevuto una wildcard per il tabellone principale:
- Tallon Griekspoor /  Bart Stevens
- Robin Haase /  Botic van de Zandschulp

La seguente coppia di giocatori è passata dalle qualificazioni:
- Andreas Mies /  John-Patrick Smith

### Ritiri
Prima del torneo
- Rohan Bopanna /  Matthew Ebden → sostituiti da  Ariel Behar /  Adam Pavlásek
- Jamie Murray /  Michael Venus → sostituiti da  Albano Olivetti /  Michael Venus

## Punti
| Evento    | V   | F   | SF  | QF  | 2T   | 1T | Q  | Q2 | Q1 |
| Singolare | 500 | 330 | 200 | 100 | 50   | 0  | 25 | 13 | 0  |
| Doppio    | 500 | 300 | 180 | 90  | N.D. | 0  | 45 | 25 | 0  |

## Montepremi
| Evento    | V         | F         | SF        | QF       | 2T       | 1T       | Q2      | Q1      |
| Singolare | 399 215 € | 214 795 € | 114 490 € | 58 495 € | 31 225 € | 16 655 € | 8 535 € | 4 790 € |
| Doppio*   | 131 140 € | 69 940 €  | 35 390 €  | 17 690 € | N.D.     | 9 160 €  | N.D.    | N.D.    |

* per team

## Campioni

### Singolare
Jannik Sinner ha sconfitto in finale  Alex de Minaur con il punteggio di 7-5, 6-4.
• È il dodicesimo titolo in carriera per Sinner, il secondo in stagione.

### Doppio
Wesley Koolhof /  Nikola Mektić hanno sconfitto in finale  Robin Haase /  Botic van de Zandschulp con il punteggio di 6-3, 7-5.